# Se had, se harc, se háború
A Se had, se harc, se háború (No Fits, No Fights, No Feuds) a Született feleségek (Desperate Housewives) című amerikai filmsorozat ötvenhetedik epizódja. Az Amerikai Egyesült Államokban először az ABC (American Broadcasting Company) adó sugározta 2007. január 7-én.

## Az epizód cselekménye
Van a napnak egy pillanata, amit minden feleség epekedve vár. Akkor érkezik el, amikor már minden házimunka végére jártunk, de a gyerekek még nem értek haza a suliból. Ekkor van itt az ideje, hogy a jó barátnők összeüljenek, igyanak egy pohár kávét és alaposan kitárgyalják azokat a jó barátnőket, akik aznap nem tudnak ott lenni. Susan elmeséli a többieknek, hogy nem áll szóba többé Bree-vel, amiért az hagyja, hogy Mike - Orson helyett - vigye el a balhét. Ráadásul az is világossá válik számára, hogy a barátnője visszafogadta a férjét. Bree-t eközben nem várt és kellemetlen meglepetés éri: Alma Hodge csenget be a házukba. Tom és Lynette minden erejével azon van, hogy Kayla-t segítse a családba és a többi gyermekük közé való beilleszkedésben. Susan - annak ellenére, hogy Ian-nek ígéretet tett - meglátogatja Mike-ot a börtönben, hogy személyesen közölje vele a jó hírt az ügyvédről. Carlos pedig minden lehetőséget megragad arra, hogy Gabrielle és Bill bimbódzó románcát megzavarja, mialatt Julie és Austin kapcsolata is egyre komolyabbra fordul.

## Mellékszereplők
- Dougray Scott - Ian Hainsworth
- Mark Moses - Paul Young
- Valerie Mahaffey - Alma Hodge
- Ernie Hudson - Ridley nyomozó
- Rachel Fox - Kayla Huntington
- Mark Deklin - Bill Pearce
- Myra Turley - Peggy
- Dixie Carter - Gloria Hodge

## Mary Alice epizódzáró monológja
Az epizódot szokás szerint Mary Alice szavai zárják le, de mindezt egy dialógus előzi meg, ami maga lehetne az epizódzáró monológ:
- Edie: Ha megenged egy kérdést, miért érdekelte annyira pontosan ez az utca?
- Alma: Sokat költöztem az elmúlt pár hónapban, és olyan helyre van szükségem, ahol tényleg gyökeret verhetek. Érti, ugye? Olyan helyen akarok lakni, ahol a gyerekek tudnak viselkedni, ahol az emberekből még nem veszett ki az erkölcsi érzék, és ahol a barátság erős kötelék, és örökké tart. Ilyen helyet keresek én.
- Edie: Akkor a Lila Akác köz éppen magának való.
- Alma: Jó. Leghőbb vágyam, hogy beilleszkedjek.

És mindezt Mary Alice zárósora zárja:
"Óh, azzal nem lesz gond, Alma. Azzal nem lesz semmi gond."
(A fenti sorok a magyar változatot idézik.)

## Epizódcímek szerte a világban
- Angol: No Fits, No Fights, No Feuds (Se had, se harc, se viszály)
- Francia: L’ombre d’un doute (A kétség sötétsége)
- Német: Unmoralische Absichten (Erkölcstelen szándékok)
- Olasz: Deponiamo le armi (Letenni a fegyvert)
- Spanyol: Sin Ira ni Demonios (Harag és démonok nélkül)